# Sidoarjo (regentschap)
Sidoarjo (oude spelwijze: Sidoardjo) is een regentschap (kabupaten) in de provincie Oost-Java.
Sidoarjo grenst aan de noordzijde aan de stad Soerabaja en het regentschap Gresik, aan de zuidkant aan het regentschap Pasuruan, aan de westkant aan Mojokerto en aan de oostkant aan de Straat Madoera. Met een oppervlakte van 634,4 vierkante kilometer is het het kleinste regentschap in Oost-Java.
In het jaar 2020 had Sidoarjo 2.114.493 inwoners. Het regentschap maakt deel uit van het 'mega-urbanisatie'-gebied rond Surabaya dat bekendstaat als Gerbangkertosusila.

## Modderstroom
Sinds 29 mei 2006 stroomt in Sidoarjo dagelijks ca. 50.000 kubieke meter modder uit een 3000 meter diep boorgat van de firma Lapindo. Dit dreigt te leiden tot een ecologische ramp.